# مهرانگیز کار
مهرانگیز کار (زاده ۱۸ مهر ۱۳۲۳ اهواز) وکیل، نویسنده، روزنامه‌نگار، زندانی سیاسی سابق و فعال اجتماعی در زمینه حقوق بشر، حقوق زنان و گسترش مردم‌سالاری است.

## پیشینه
مهرانگیز کار دانش‌آموخته کارشناسی حقوق از دانشکده حقوق و علوم سیاسی دانشگاه تهران است. در فروردین ۱۳۷۹ او در کنفرانس «ایران بعد از انتخابات» که بنیاد هانریش بل در برلین برگزار کرده بود (مشهور به کنفرانس برلین) شرکت کرد. این کنفرانس را مخالفان جمهوری اسلامی به هم زدند. مهرانگیز کار پس از بازگشت از این کنفرانس، در شعبه سوم دادگاه انقلاب اسلامی بازجویی و دستگیر شد. او دو ماه در زندان اوین زندانی بود و سپس، آزاد شد.
سپس توسط شعبه سوم دادگاه انقلاب اسلامی محاکمه و به چهار سال حبس محکوم شد. وی موفق شد به خارج از کشور برود. در همین دوره همسرش، سیامک پورزند، تحت اعتراف تلویزیونی گفت که آنها توسط یک نهاد جاسوسی آمریکا برای براندازی حکومت در ایران تلاش می‌کنند. مهرانگیز کار از سال ۱۳۸۱ با دانشگاه‌ها و پژوهشگاه‌های معتبر جهان از جمله دانشگاه هاروارد و کلمبیا در آمریکا و مؤسسه تدا در ژاپن در زمینه حقوق بشر همکاری کرده‌است. وی اکنون در «مرکز پِمبروک برای تدریس و تحقیق در مورد زنان» در دانشگاه براون مشغول به کار است. او دارای دو فرزند است؛ آزاده (ساکن آمریکا) و لیلی (ساکن کانادا).

## دیدگاه

### پیمان دادخواهی
با وجود شکایت و دریافت غرامت از اموال ایران تحت عنوان کشور متخاصم نسبت به شهروند ایالات متحده در سال ۱۳۹۸، دراسفند ۱۴۰۱ مهرانگیز کار در قالب یک کنشگر ایرانی ظاهر شده و به همراه ۸۲ تن دیگر، با امضای «پیمان دادخواهی» در راستای ساخت مبنایی برای «همبستگی» در پیشبرد «جنبش زن، زندگی، آزادی»، بر اصولی مانند نفی خشونت و برقراری عدالت و حقیقت، عهد بستند. این گروه، امضا کرده‌اند که برای فردای ایران به اصولی پایبندند که بخشی از تمامی کنوانسیون‌ها و میثاق‌های جهانی ناظر بر رعایت حقوق‌بشر است.
نرگس محمدی، حامد اسماعیلیون، آتش شاه‌کرمی، اکرم نقابی، شهناز اکملی، شیرین عبادی، پرستو فروهر، شکوفه یداللهی، کیوان صمیمی، نسرین ستوده، ایرج مصداقی، رضا معینی و عفت ماهباز از دیگر امضاکنندگان این پیمان‌نامه هستند.

### حمایت از بیانیه ۱۴ کنشگر زن ایران
مهرانگیز کار پس از انتشار بیانیه ۱۴ کنشگر زن در ایران که در آن خواستار استعفای خامنه‌ای و گذار از نظام جمهوری اسلامی شده بودند، از جمله ۱۴ فعال زنی بود که در خارج از ایران با انتشار نامه‌ای از این زنان حمایت کردند.

## تألیفات
- یخ، مهتاب، کافه، آمریکا، نشر طرح، ۲۰۱۷.[۵]
- شورش: روایتی زنانه از انقلاب ایران، سوئد: نشر باران، ۲۰۰۶.
- گردنبند مقدس، سوئد: نشر باران، ۲۰۰۲.
- مشارکت سیاسی زنان ایران، تهران: انتشارات روشنگران، ۱۳۷۹.
- موانع حقوقی توسعه سیاسی در ایران، تهران، نشر قطره، ۱۳۷۹.
- خشونت علیه زنان در ایران، تهران: انتشارات روشنگران، ۱۳۸۰.
- ساختار حقوقی نظام خانواده در ایران، تهران: انتشارات روشنگران، ۱۳۷۸.
- رفع تبعیض از زنان: مطالعه تطبیقی کنوانسیون رفع همه اشکال تبعیض‌آمیز علیه زنان با قوانین داخلی ایران، تهران: نشر قطره، ۱۳۷۹ (ویرایش دوم).
- حقوق سیاسی زنان در ایران، تهران: انتشارات روشنگران، ۱۳۷۸.
- بچه‌های اعتیاد، تهران: انتشارات روشنگران، چاپ دوم: ۱۳۷۵.
- زنان در بازار کار ایران، تهران: انتشارات روشنگران، ۱۳۷۳.
- پژوهشی در هویت تاریخی زنان ایران، تهران: انتشارات روشنگران، ۱۳۷۱. تألیف مشترک با شهلا لاهیجی.
- فرشته عدالت و پاره‌های دوزخ، تهران: انتشارات روشنگران، ۱۳۷۰.

## جایزه‌ها
- ۲۰۰۴: دریافت جایزه حقوق بشر سالانه سازمان "Human Rights First" (کمیته وکلای حقوق بشر سابق)
- ۲۰۰۲: جایزه بین‌المللی حقوق بشر Ludovic Trarieux (فرانسه) به عنوان وکیل فعال در زمینه حقوق انسانی زنان، جایزه مشترک از طرف انستیتوی حقوق بشر حقوقدانان بوردو و اتحادیه وکلای اروپا
- ۲۰۰۲: جایزه Hellman/Hammett سازمان بین‌المللی دیده‌بان حقوق بشر به عنوان نویسنده‌ای که در معرض شکنجه سیاسی است
- ۲۰۰۱: جایزه آزادی نوشتنVasyl Stus انجمن قلم نیوانگلند (ماساچوست آمریکا) به عنوان نویسنده‌ای که با ظلم و بی رحمی مبارزه کرده‌است تا صدایش شنیده شود
- ۲۰۰۰: جایزه PEN/NOVIB انجمن بین‌المللی قلم هلند به عنوان نویسنده‌ای که آزادی خود را به دلایل سیاسی و عقیدتی از دست داده‌است
- ۲۰۰۰: جایزه Donna Dell’anno انجمن Conseil De Lavallee Consiglio Regionale Della Valle D’aosta ایتالیا به خاطر ادامه مبارزه برای آزادی و دفاع از حقوق زنان - انجمن زنان روزنامه‌نگار ایتالیا او را به عنوان زن سال ۲۰۰۰ اعلام کرد
- ۲۰۰۰: جایزه لطیفه یارشاطر انجمن مطالعات ایرانی آمریکا، به خاطر تألیف بهترین کتاب سال دربارهٔ زنان ایرانی
- ۱۳۵۵: جایزه فروغ فرخزاد – ایران، به عنوان بهترین مقاله‌نویس

## شکایت از جمهوری اسلامی ایران به عنوان شهروند ایالات متحده آمریکا
مهرانگیز کار همسر سیامک پورزند و دخترانش آزاده پورزند و بنفشه زند در سال ۲۰۱۹  به عنوان شهروند آمریکایی در دادگاه فدرال حوزه واشینگتن دی سی از جمهوری اسلامی ایران و سید علی خامنه‌ای رهبر جمهوری اسلامی ایران شکایت کرده‌اند. در این شکایت مطرح شده‌است که سیامک پورزند تحت شکنجه فیزیکی و روحی شدید مجبور به اعترافات اجباری شده‌است، و شکنجه ایشان تا فوت ایشان ادامه داشته‌است. ایشان از زمان دستگیری تا فوت به عنوان یک گروگان برای تحت فشار گذاشتن مخالفان و دگراندیشان و در خارج نگه داشتن مهرانگیز کار از ایران استفاده شده‌است. خواهان پرونده ادعا کرده‌اند که سیامک پورزند به‌طور مستقیم یا غیرمستقیم و به‌صورت فراقضایی توسط مأموران جمهوری اسلامی ایران به قتل رسیده‌است.
در تاریخ ۸ مهرماه ۱۴۰۱ دادگاه فدرال طی حکمی جمهوری اسلامی را محکوم به شکنجه کردن و گروگان‌گیری سیامک پورزند کرد. طی این حکم رفتار جمهوری اسلامی ایران و مأموران امنیتی ایران در زمان دستگیری و بازجویی و اعتراف اجباری را نمونه بارز شکنجه خواند و این رفتار غیرانسانی را محکوم کرد. همچنین این حکم تأیید کرد که سیامک پورزند یک گروگان سیاسی بوده که دستگیری و شکنجه ایشان برای محدود کردن کنشگری‌های مهرانگیز کار و دیگر فعالان سیاسی بوده‌است. طی این حکم ایران محکوم به پرداخت مجموع ۳۴٬۸۰۶٬۱۲۶ دلار غرامت جبرانی و غرامت تنبیهی به شاکیان این پرونده می‌باشد. علی هریسچی در مریلند آمریکا وکیل این پرونده بوده‌است.